# Gökay Müftüoğlu
Gökay Müftüoğlu (Rize, 7 luglio 1986) è un attore turco.

## Biografia
Nato nel 1986 a Rize (Turchia), Gökay Müftüoğlu dopo aver completato l'istruzione primaria e secondaria nel distretto di Bornova, in provincia di Smirne, ha deciso di iscriversi presso la facoltà di belle arti dell'Università Dokuz Eylül, dove al termine degli studi ha conseguito la laurea. Successivamente ha anche studiato presso il dipartimento di uso spaziale e recitazione Bruin Otten dell'Università di Amsterdam. Ha iniziato a la carriera di recitazione lavorando presso il teatro comunale di Bornova e il teatro statale di Istanbul. Nel 2011 ha fatto il suo esordio sul piccolo schermo con il ruolo di Onur nella serie televisiva Cennetin Sırları, seguita nel 2012 dal ruolo di Türker nella serie Ağır Roman Yeni Dünya.
Nel 2013 ha interpretato il ruolo di Fırat nella serie A.Ş.K., seguita nel 2014 dal ruolo di Caner nella serie Emanet. Nello stesso anno ha fatto il suo debutto al cinema con il ruolo di Kamil nel film Karışık Kaset diretto da Tunç Şahin. Nel 2014 e nel 2015 ha fatto parte del cast della serie Roman Havası, nel ruolo di Hirsiz, mentre nel 2015 è apparso nel film Sivil diretto da Levent Çetin. Nel 2015 e nel 2016 ha ottenuto il ruolo di Salih nella serie Endless Love (Kara Sevda), seguita nel 2017 dal ruolo di Oguz nella serie Ver Elini Aşk e da quello di Cem Garipoğlu nella serie Çalınmış Hayatlar. Nel 2018 ha vestito i panni di Arda nel film romantico Dünya Hali diretto da Ömer Can.
Nel 2018 e nel 2019 ha fatto parte del cast della serie Muhteşem İkili, nel ruolo di Hasan. Nel 2019 ha avuto dei brevi ruoli nelle serie Everywhere I go - Coincidenze d'amore (Her Yerde Sen) e Çukur. L'anno successivo, nel 2020, ha vestito i panni di Polat nel film İnsanlar İkiye Ayrılır diretto da Tunç Şahin e quelli di Yusuf nel film Son Saka diretto da Muhammet Erkam Bülbül. Nel 2020 e nel 2021 ha ricoperto il ruolo di Fatih nella serie Arıza. Nel 2021 ha impersonato il ruolo di Diego nella serie storica Barbaroslar: Akdeniz'in Kılıcı, seguita nel 2022 dalla serie Evlilik Hakkında Her Şey. Nel 2023 ha dato vita al personaggio di Cemal Binbaşı nella serie Hür e ha preso parte al film Mitat diretto da Süleyman Arda Eminçe. Nel 2023 e nel 2024 ha interpretato il ruolo di Suat nella serie Ateş Kuşları e quello di Hasan nella serie Ömer. Nel 2024 ha vestito i panni di Sermet nel film Döngü diretto da Erkan Tahhuşoğlu.

## Filmografia

### Cinema
- Karışık Kaset, regia di Tunç Şahin (2014)
- Sivil, regia di Levent Çetin (2015)
- Dünya Hali, regia di Ömer Can (2018)
- İnsanlar İkiye Ayrılır, regia di Tunç Şahin (2020)
- Son Saka, regia di Muhammet Erkam Bülbül (2020)
- Mitat, regia di Süleyman Arda Eminçe (2023)
- Döngü, regia di Erkan Tahhuşoğlu (2024)

### Televisione
- Cennetin Sırları – serie TV, 3 episodi (Star TV, 2011)
- Ağır Roman Yeni Dünya – serie TV, 6 episodi (Star TV, 2012)
- A.Ş.K. – serie TV, 12 episodi (Kanal D, 2013)
- Emanet – serie TV, 13 episodi (Fox, 2014)
- Roman Havası – serie TV (Show TV, 2014-2015)
- Endless Love (Kara Sevda) – serie TV, 50 episodi (Star TV, 2015-2016)
- Ver Elini Aşk – serie TV, 11 episodi (Kanal D, 2017)
- Çalınmış Hayatlar – serie TV (BluTV, 2017)
- Muhteşem İkili – serie TV, 12 episodi (Kanal D, 2018-2019)
- Everywhere I go - Coincidenze d'amore (Her Yerde Sen) – serie TV, 2 episodi (Fox, 2019)
- Çukur – serie TV, 5 episodi (Show TV, 2019)
- Arıza – serie TV, 17 episodi (Show TV, 2020-2021)
- Barbaroslar: Akdeniz'in Kılıcı – serie TV, 11 episodi (TRT 1, 2021)
- Evlilik Hakkında Her Şey – serie TV, 1 episodio (Fox, 2022)
- Hür – serie TV, 10 episodi (tabii, 2023)
- Ateş Kuşları – serie TV, 36 episodi (ATV, 2023-2024)
- Ömer – serie TV, 25 episodi (Star TV, 2023-2024)

## Teatro
- Kısalar - 3 Oyun Birden
- Marat & Sade
- Lord (2013)
- Cimri (2014)
- Dünya Saat Mekan (2021)
- Yıllar Sonra #tbt (2022)
- Ara Oyunlar (2023)
- Elektrikli Sandalye için Elektrik Yok (2024)

## Doppiatori italiani
Nelle versioni in italiano dei suoi film e delle sue serie TV, Gökay Müftüoğlu è stato doppiato da:
- Simone Marzola[23] in Endless Love[24]